# 고타케정
고타케정(일본어: 小竹町 고타케마치[*])은 일본 후쿠오카현 중앙부에 있는 구라테군의 정이다. 지쿠호 지방을 구성하는 시정촌 중 하나이기도 하다.

## 지리
후쿠오카현 중앙부, 지쿠호 지구의 북부에 위치하며, 노가타시와 이즈카시 사이에 끼어 있다. 후쿠오카시 중심부에서 북동쪽으로 약 40km, 기타큐슈시 중심부에서 남서쪽으로 약 40km 떨어진 곳에 있다.
정의 중앙을 온가강이 남북으로 가로지른 형태를 띠고 있다. 남단부에는 국도 200호선과 현도 74호선의 교차로 주위를 중심으로 시가지가 형성되어 있다. 구라테군에 속하지만 같은 구라테군의 구라테정과 인접하지 않는다.

### 인접한 자치체
- 노가타시
- 미야와카시
- 이즈카시

## 역사
- 1889년 4월 1일 - 정촌제 시행과 함께 구라테군 가쓰노촌이 성립하였다.
- 1928년 1월 1일 - 가쓰노촌이 정으로 승격해 고타케정이 되었다.
- 1958년 8월 1일 - 일부 지역이 노가타시에 편입되었다.

## 교통

### 철도
- 규슈 여객철도 지쿠호 본선
- 헤이세이 지쿠호 철도 이타선

### 도로
- 국도 200호선
- 국도 211호선
- 후쿠오카현도 제74호선